# 内宮神社
内宮神社（うちのみやじんじゃ）は、愛媛県新居浜市にある神社。正式名称は「内宮天照皇大神宮」（うちのみやていしょうこうたいじんぐう）。主祭神は天照大御神。神紋は御所車。

## 概要
往古は当地より3kmほど北の平地に西条市の伊曽乃神社と同規模の広大な神社で、「西の伊曽乃、東の内宮」と並び称されていたという。伊曽乃神社は天照大神の荒魂を祭神とし、当社は和魂を祭っていたという。
今は山の中腹に移されたが、毎年、10月16日の早朝に太鼓の音が市内に鳴り響き、当社の石段を太鼓台が担き上げられ新居浜市内全域で行われる三日間の秋祭りの始まりを知らせる。

## 歴史

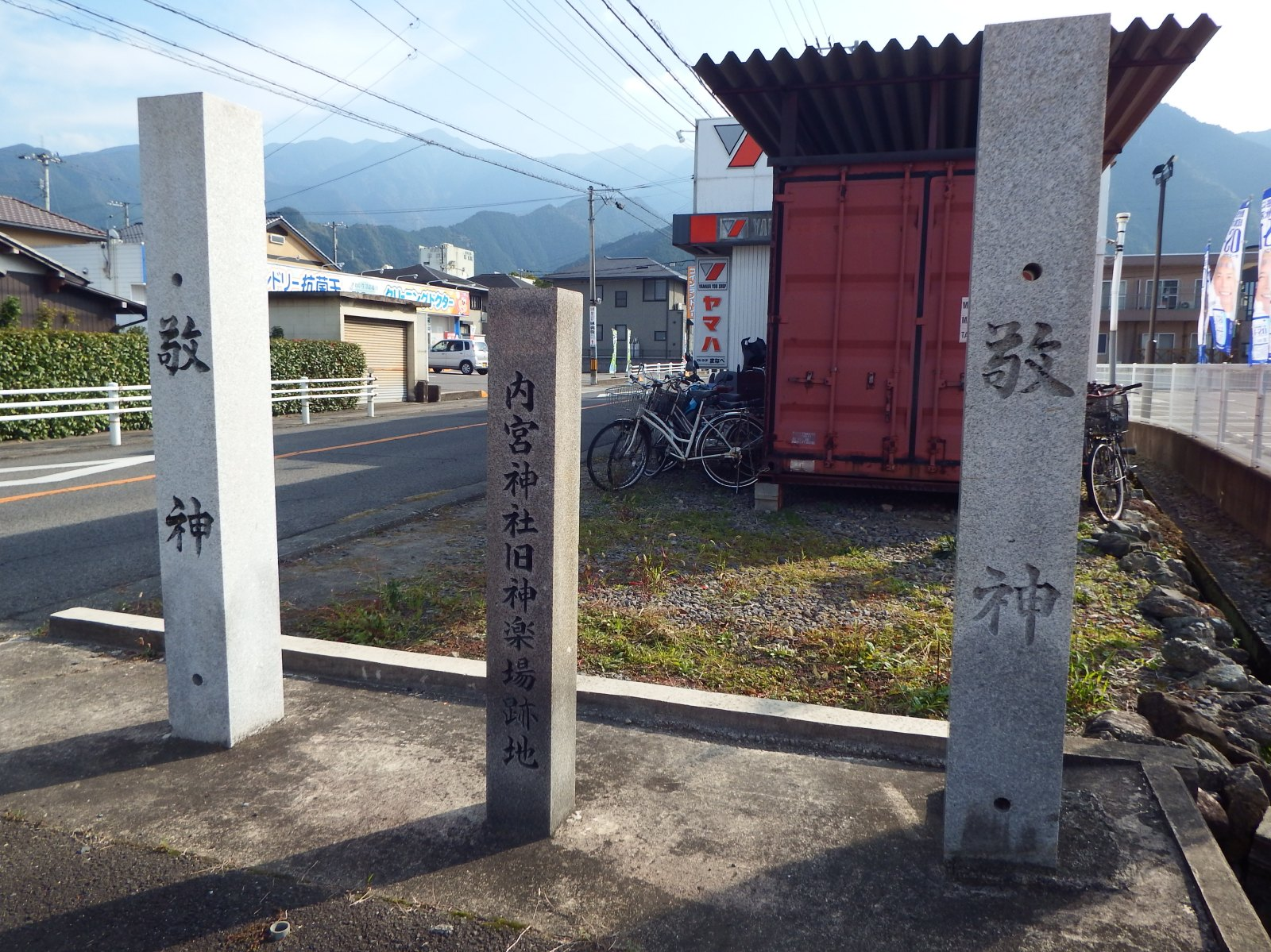
内宮神社旧神楽場跡地

内宮神社は、社伝によると、706年（慶雲3年）8月、伊勢神宮の内宮から勧請して創建されたという。
天正年間、豊臣秀吉の四国攻めに巻き込まれて荒廃し、一時期は土佐に設けた仮殿に遷座した。1614年（慶長19年）、もとの社地に社殿を再興したが、周辺に人家が増加したことから、再び1698年（元禄11年）に遷座し、現在に至る。　

## 境内
- 人用の参道入口：一の鳥居、二の鳥居、厄除け石段
- 太鼓台用の参道入口：大鳥居、幅が広く傾斜の緩い石段
- 拝殿・本殿
- 正一位稲荷大明神：本社の向かって右前にあり赤い鳥居が並ぶ。祭神・宇迦之御魂大神、京都伏見稲荷大社より勧請。
- 天照大神御弟神本社：本殿後方の左側の拝殿本殿形式。祭神・すさのおの大神　ほか
- 天御中主神社：本殿後方の右側の大型の祠。祭神・天御中主神、天満大天神　ほか

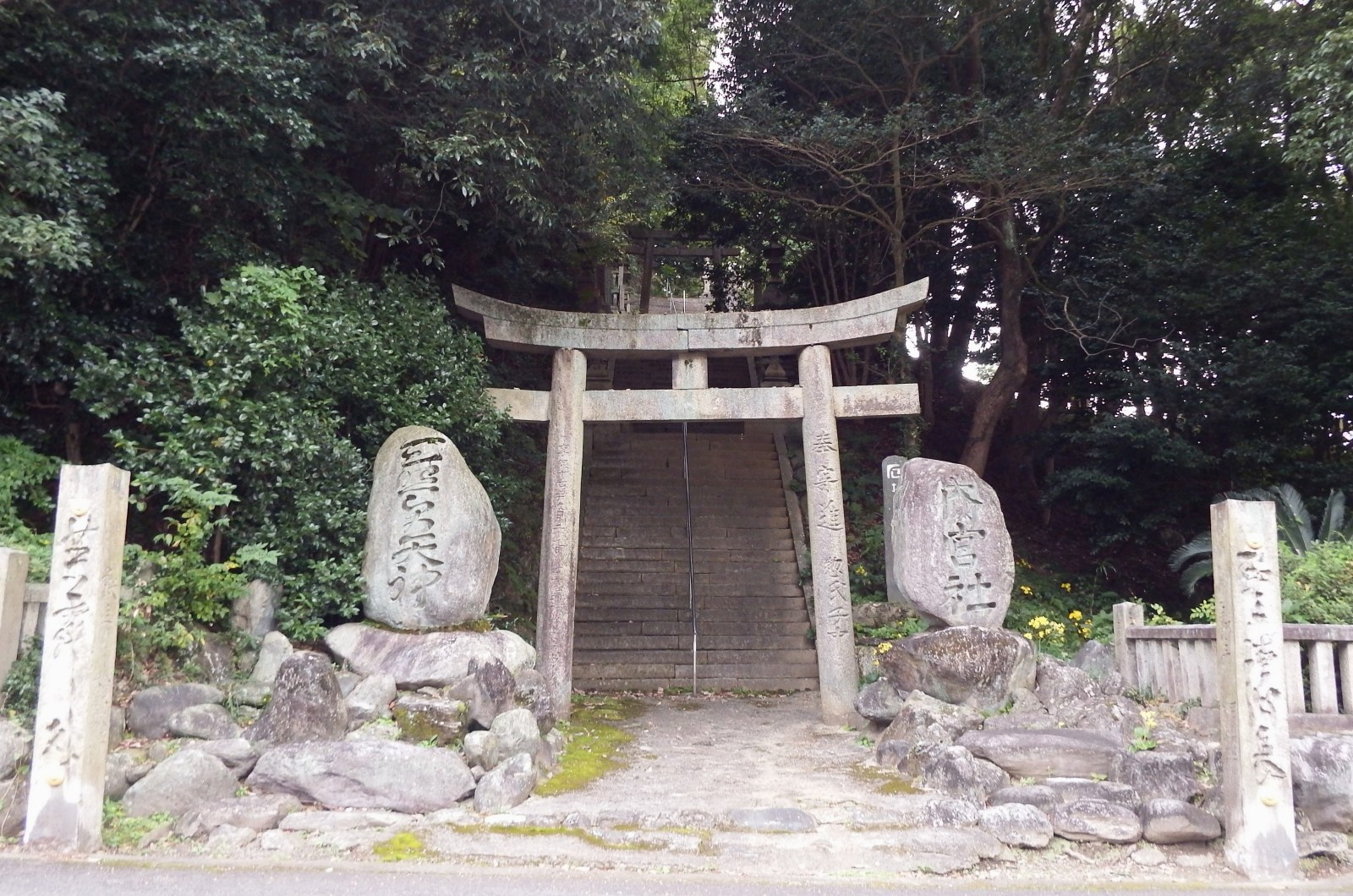
人用入口
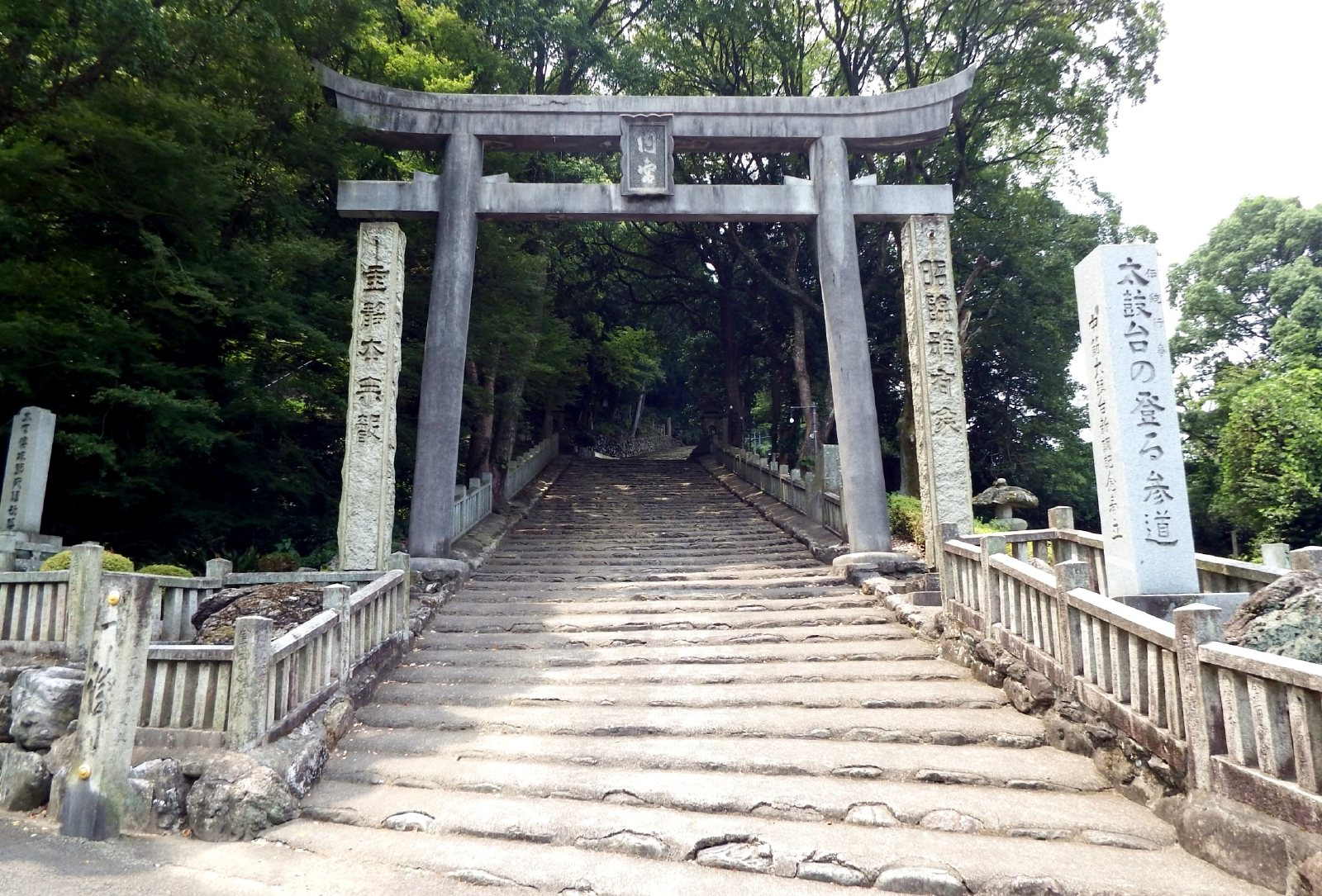
太鼓台用入口
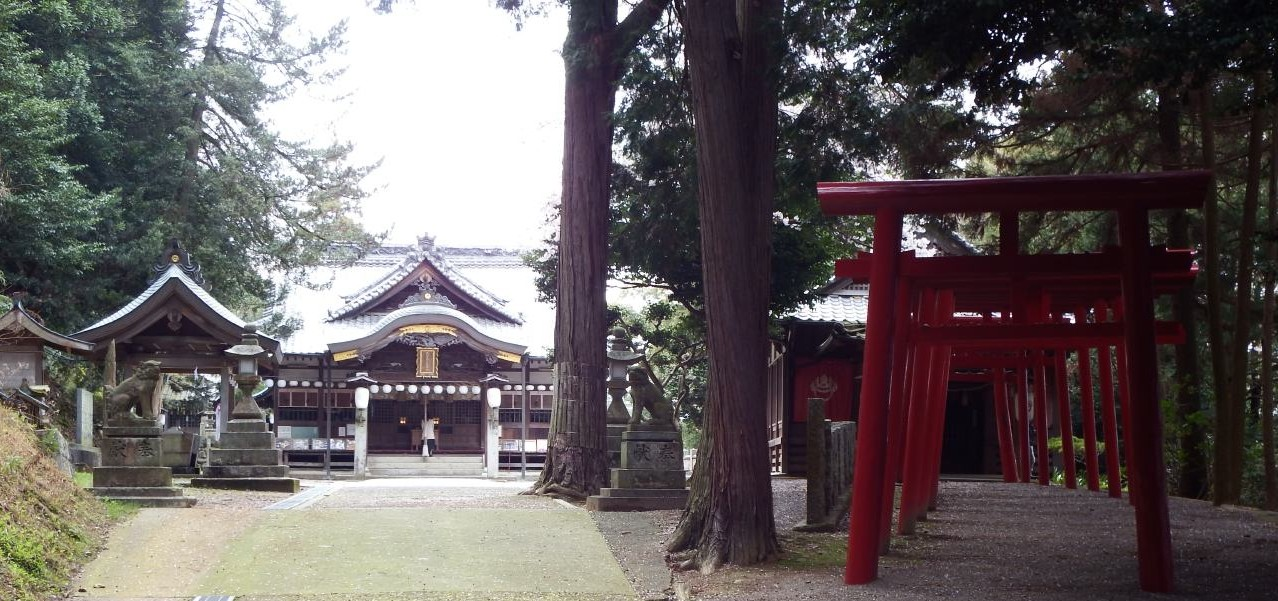
境内
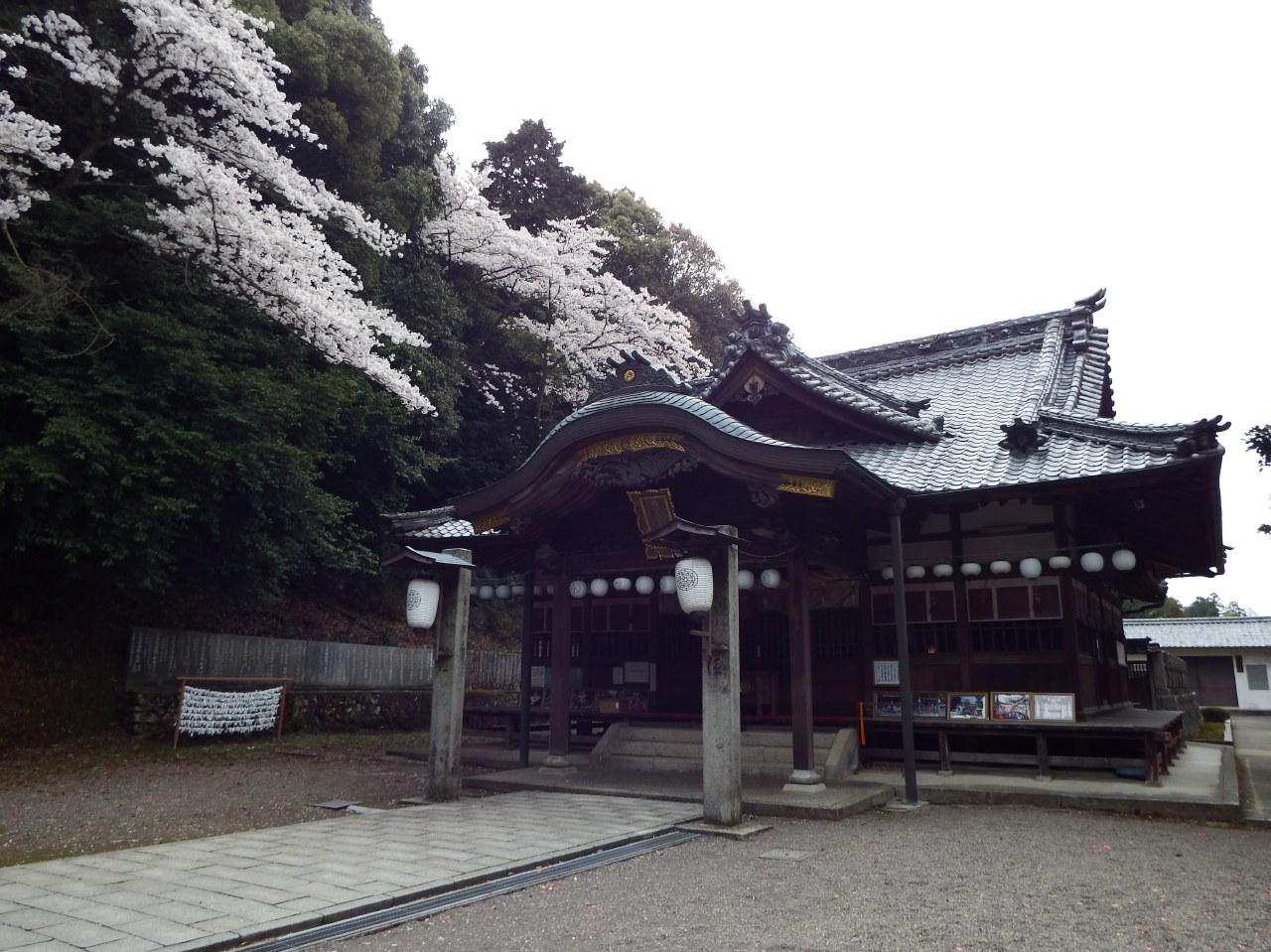
拝殿
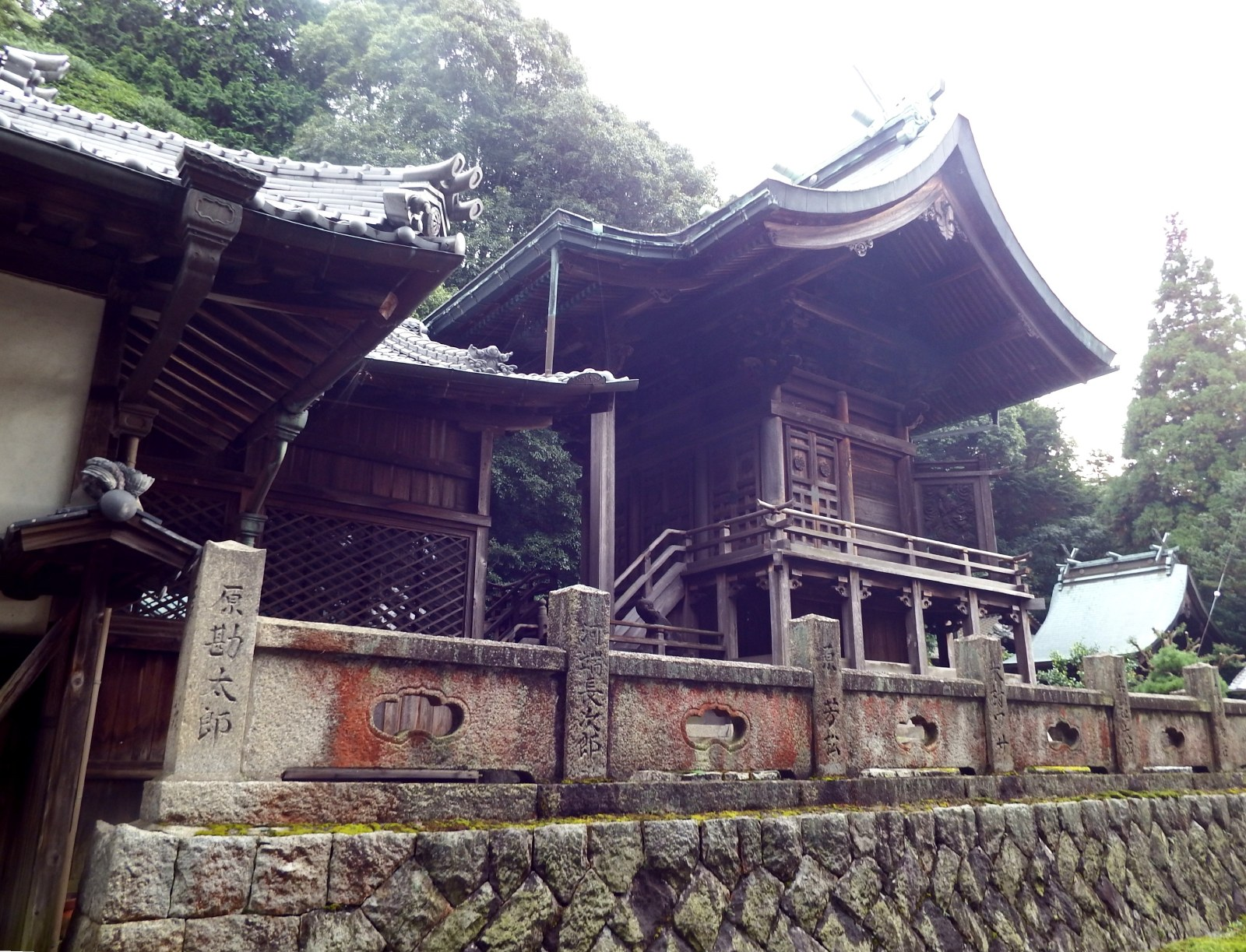
本殿
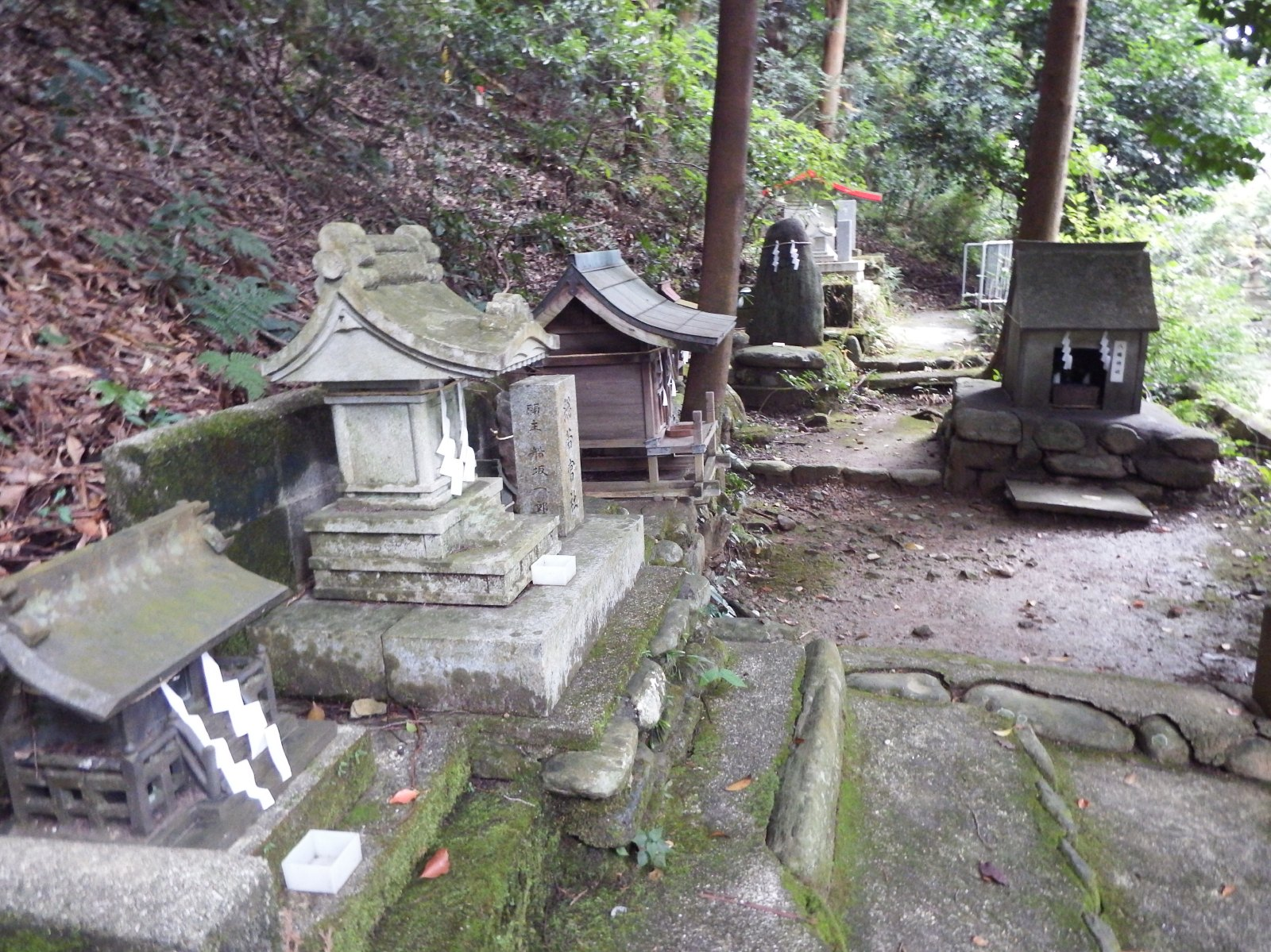
末社（境内前方）
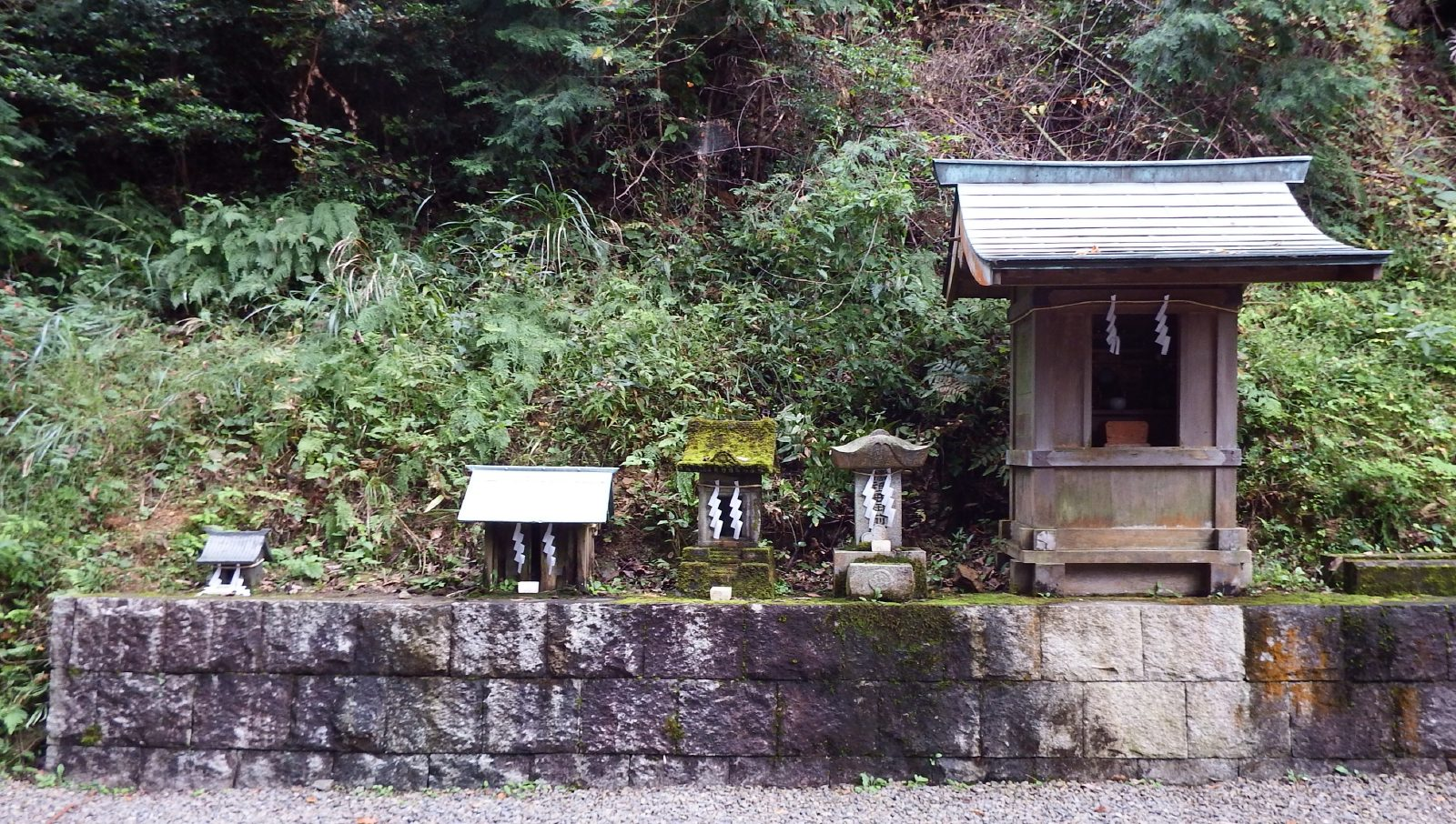
末社（境内中程）
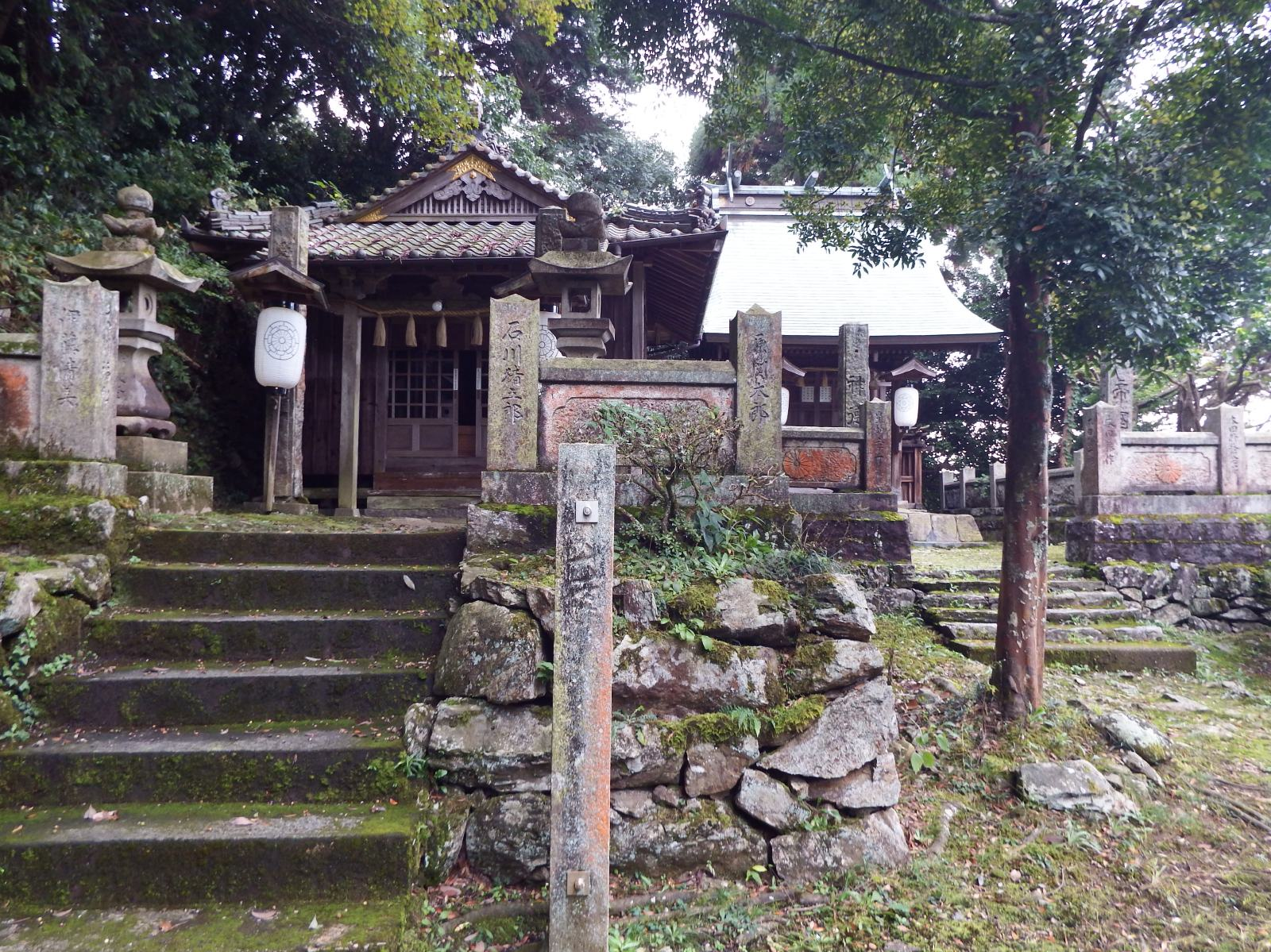
摂社（境内後方）
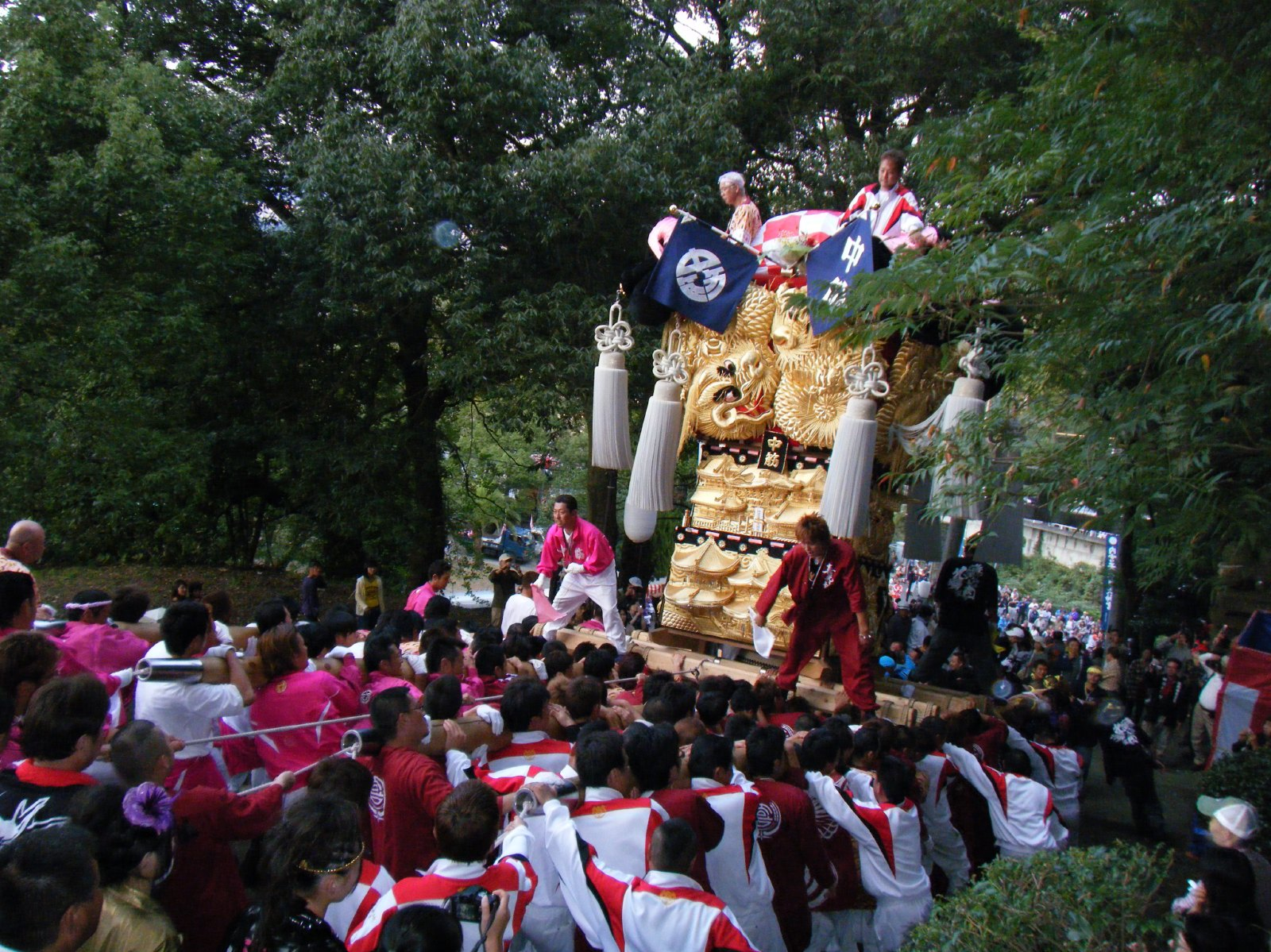
太鼓台

## 例大祭
内宮神社例大祭
10月16日・17日・18日
10月16日早朝4時より「内宮神社太鼓台石段かきあげ神事」が勇壮に執り行われ、18日の「神輿宮入り」と「太鼓台おみおくり」にて3日間の祭りを終える。